# 阿明·阿德利
阿明·阿德利（法語：Amine Adli；2000年5月10日—），是一名法国足球运动员，场上司职影锋，現效力於德甲球队利華古遜。

## 俱乐部生涯
2018年10月30日，阿德利与法甲球队图卢兹签下了他职业生涯中的第一份合同。2019年12月18日，在图卢兹1-4惨败里昂的法国联赛杯比赛中，阿德利于第79分钟时替补登场，完成了一线队首秀。

## 国家队生涯
阿德利出生在法国南部古城贝济耶，他是摩洛哥裔，目前也是一名法国青年国脚。